# Anton Seidel
Anton Seidel (8. června 1855 Fulštejn – 2. března 1925 Fulštejn) byl rakouský a český politik německé národnosti ze Slezska, na přelomu 19. a 20. století poslanec Moravského zemského sněmu a Říšské rady.

## Biografie
Vychodil základní školu a gymnázium. Profesí byl majitelem zemědělského hospodářství. Zasedal jako poslanec Moravského zemského sněmu. Byl na něj poprvé zvolen v zemských volbách roku 1896 za kurii venkovských obcí, obvod moravské enklávy ve Slezsku. Mandát zde obhájil i ve zemských volbách roku 1902. Do sněmu se vrátil po zemských volbách roku 1913 (kurie venkovských obcí, německý obvod Rýmařov, Dvorce.
Na přelomu 19. a 20. století se zapojil i do celostátní politiky. Ve volbách do Říšské rady roku 1897 byl zvolen do Říšské rady (celostátní zákonodárný sbor) za kurii venkovských obcí, obvod Nový Jičín, Hranice a moravské enklávy ve Slezsku. Křeslo obhájil ve volbách do Říšské rady roku 1901. Uspěl i ve volbách do Říšské rady roku 1907, konaných poprvé podle všeobecného a rovného volebního práva. Zvolen byl za německý obvod Morava 14. Usedl do poslaneckého klubu Německý národní svaz, v jehož rámci reprezentoval Německou agrární stranu. Mandát obhájil za týž obvod i ve volbách do Říšské rady roku 1911. Ve vídeňském parlamentu setrval do zániku monarchie.
Po válce zasedal v letech 1918–1919 jako poslanec Provizorního národního shromáždění Německého Rakouska (Provisorische Nationalversammlung).